# Cristian Riveros
Cristian Miguel Riveros Núñez (Juan Augusto Saldívar, 16. listopada 1982.) bivši je paragvajski nogometaš. koji je igrao na pozicijama braniča, srednjeg veznog igrača i lijevog veznog.

## Karijera
Riveros je svoju karijeru započeo u rodnom gradu u kluba Colón de JA Saldivar, a zatim se preselio u druge paragvajske momčadi San Lorenzo i Tacuary prije igranja za Libertad.
Dana 12. srpnja 2007. potpisao je za meksički klub Cruz Azul.
Nakon tri godine igranja u Meksiku 11. svibnja 2010. potpisao za engleski Sunderland. Prvu utakmicu u Premiershipu imao je 14. kolovoz 2010. protiv Birminghama. Međutim, Riveros se dugo nije uspio dokazati i često je bio na klupi za pričuvne igrače.
Sunderland ga je posudio turskom Kayserispor 6. srpnja 2011., a puni ugovor je potpisao 1. svibnja 2012. za isti klub.
Za Paragvajsku nogometnu reprezentaciju debitirao je 2005. godine, odigrao je ukupno 90 utakmice i postigao 15 golova.

## Vanjske poveznice
- National-Football-Teams.com
- Cristian Riveros na Premier League profil  Arhivirana inačica izvorne stranice od 1. listopada 2012. (Wayback Machine)
- FIFA profil  Arhivirana inačica izvorne stranice od 12. studenoga 2012. (Wayback Machine)